# Shighnans flygplats
Shighnans flygplats, eller Sheghnans flygplats, (dari: میدان هوایی شغنان) är en flygplats i Afghanistan. Den ligger i distriktet Shighnan, provinsen Badakhshan, i den nordöstra delen av landet, 400 kilometer nordost om huvudstaden Kabul. Flygplatsen ligger 2 051 meter över havet.